# Critters 2: The Main Course
Critters 2: The Main Course is een Amerikaanse horrorfilm uit 1988 onder regie van Mick Garris. De film is het tweede deel in de Critters-filmserie.

## Rolverdeling
| Acteur                 | Personage             |
| ---------------------- | --------------------- |
| Scott Grimes           | Brad Brown            |
| Don Keith Opper        | Charlie McFadden      |
| Terrence Mann          | Ug                    |
| Roxanne Kernohan       | Lee                   |
| Liane Alexandra Curtis | Megan Morgan          |
| Barry Corbin           | Sheriff Harv          |
| Tom Hodges             | Wesley                |
| Douglas Rowe           | Quigley               |
| Lindsay Parker         | Cindy                 |
| Herta Ware             | Nana                  |
| Lin Shaye              | Sal                   |
| Sam Anderson           | Mr. Morgan            |
| Eddie Deezen           | Hungry Heifer manager |